# ورنگو، وایک مارجا پاریش
ورنگو، وایک مارجا پاریش (به لاتین: Varangu, Väike-Maarja Parish) یک روستا در استونی است که در دهستان وایک-ماریا واقع شده‌است.